# Zdiby
Zdiby (tyska: Zdib) är en by och en kommun i Tjeckien. Den ligger i regionen Mellersta Böhmen, i den centrala delen av landet, 9 km norr om huvudstaden Prag. Zdiby ligger 292 meter över havet och antalet invånare är 3 327 (2016).
Terrängen runt Zdiby är huvudsakligen platt. Zdiby ligger uppe på en höjd. Runt Zdiby är det mycket tätbefolkat, med 1 754 invånare per kvadratkilometer. Närmaste större samhälle är Prag, 9,1 km söder om Zdiby. Trakten runt Zdiby består till största delen av jordbruksmark.